# 케이제이 (가수)
케이제이(1991년 12월 14일 ~)는 대한민국의 가수다. 2018년 싱글 앨범 [홍콩행]으로 데뷔했다.

## 방송
- 수퍼비의 랩 학원 (2019) - Top12
- 드랍더비트 (2022)

## 음반
- 홍콩행 (2018)
- 자기위로 (2018)
- 해피엔딩 (2018)
- 청기와즈 (2019)
- ICY (2019)
- 이세계(異世界) (2019)
- 쌍문동 청기와즈 2 (2021)
- 청기와즈 2 (2021)